# Sarzeau
Sarzeau (tiếng Breton: Sarzhav) là một xã ở tỉnh Morbihan trong vùng Bretagne tây bắc Pháp. Xã này có diện tích 60,23 kilômét vuông, dân số năm 1999 là 6941 người. Khu vực này có độ cao từ 0-42 mét trên mực nước biển.
Sarzeau nằm có các bãi biển. Xã này tọa lạc trên bán đảo Rhuys giữa vịnh Morbihan và Đại Tây Dương.
Cư dân của Sarzeau danh xưng trong tiếng Pháp là Sarzeautins.

## Tiếng Bretagne
Xã này đã phát động một kế hoạch song ngữ thông qua Ya d'ar brezhoneg ngày 20 tháng 12 năm 2006.
Năm 2007, có 4,7% trẻ em học trường song ngữ ở cấp tiểu học.